# キリアン・ジョルネ
キリアン･ジョルネ・ブルガーダ（Kílian Jornet Burgada、1987年10月27日 - ）は、スペインの山岳スキー競技、トレイルランニング、自転車競技（マウンテンバイクレース）、そしてデュアスロン（マウンテンバイクとトレイルランニングによるもの）の選手である。

## 経歴
キリアンは、スペイン、カタルーニャ州バルセロナ県の都市、サバデイ出身。1999年から山岳スキー競技を始め、2000年にスペインのLa Molinaスキー場で行われたSpanish Cupで初めて大会に出場した。2003年には、山岳スキー競技のスペイン・ジュニア代表メンバーとなり、2007年にはスペイン代表として競技に出場した。
キリアンは、山岳スキー競技だけでなく、トレイルランニングの競技者でもあるが、2007年、2008年及び2009年のスカイランナーワールドシリーズ3連覇を達成したり、ウルトラトレイル・デュ・モンブランを3回制覇するなど、年齢的にはまだ若いにもかかわらず、数々の栄誉を成し遂げている。

## 主要な競技結果・成績

### トレイルランニング
- 2007年
  - スカイランナーワールドシリーズ年間王者。全7戦が開催されたが、キリアンは、そのうち日本で開催された第6戦おんたけスカイレースを含む4戦で1位を獲得した。
- 2008年
  - スカイランナーワールドシリーズ年間王者。全6戦が開催、3戦で1位を獲得。
  - 1位：ウルトラトレイル・デュ・モンブラン（20時間58分）
- 2009年
  - スカイランナーワールドシリーズ年間王者。全7戦開催、3戦で1位を獲得。
  - 1位：ウルトラトレイル・デュ・モンブラン（21時間33分）
- 2010年
  - 3位：Western States Endurance Run
  - 1位：Sierre-Zinal "La course des cinq 4000" 31 km (in Switzerland)
  - キリマンジャロ登山および登山＋下山の世界記録 (5:23:50, 7:14:00)
  - 1位：Grand Raid de la Réunion
- 2011年
  - 1位：The North Face 100, Blue Mountains, Australia。大会新記録。
  - 1位：Western States Endurance Run
  - 1位：ウルトラトレイル・デュ・モンブラン（20時間36分）
- 2012年
  - 1位：26th Mt. Kinabalu Climbathon (Borneo - Malaysia)(2:11:45)
  - 1位：Pikes Peak Marathon, Colorado, USA.
  - 1位：Grand Raid de la Réunion
- 2013年
  - 1位：Transvulcania, Spain
  - 1位：Zegama-Aizkorri, Spain
  - 1位：Marathon du Mont Blanc, France
  - 1位：Ice Trail Tarantaise, France
  - 1位：Dolomites Vertical Kilometer, Italy
  - 1位：Dolomites SkyRace, Italy
  - 1位：Trans D'Havet, Italy
  - 1位：Matterhorn Ultraks, Switzerland
  - 1位：Limone SkyRace Extreme, Italy
- 2022年　
  - 1位：ウルトラトレイル・デュ・モンブラン（19時間49分30秒）

## アルパイン・クライミング
キリアンはトレイルランニングだけではなくアルパイン・クライミングも行っている。
2012年からはSummits of my lifeと題した彼個人のプロジェクトに挑戦。
モンブラン、マッターホルン、エルブルス、デナリ、エベレストでのスピード記録を目指していた。
2017年にはエベレストをチベット側から単独、無酸素、固定ロープを使用せずに1週間で2回登頂。
2回目の登頂ではベースキャンプから28時間30分で山頂を往復した。
キリアンはウーリー・ステックとともにモンブランやマッターホルンにも登っている。